# مقياس

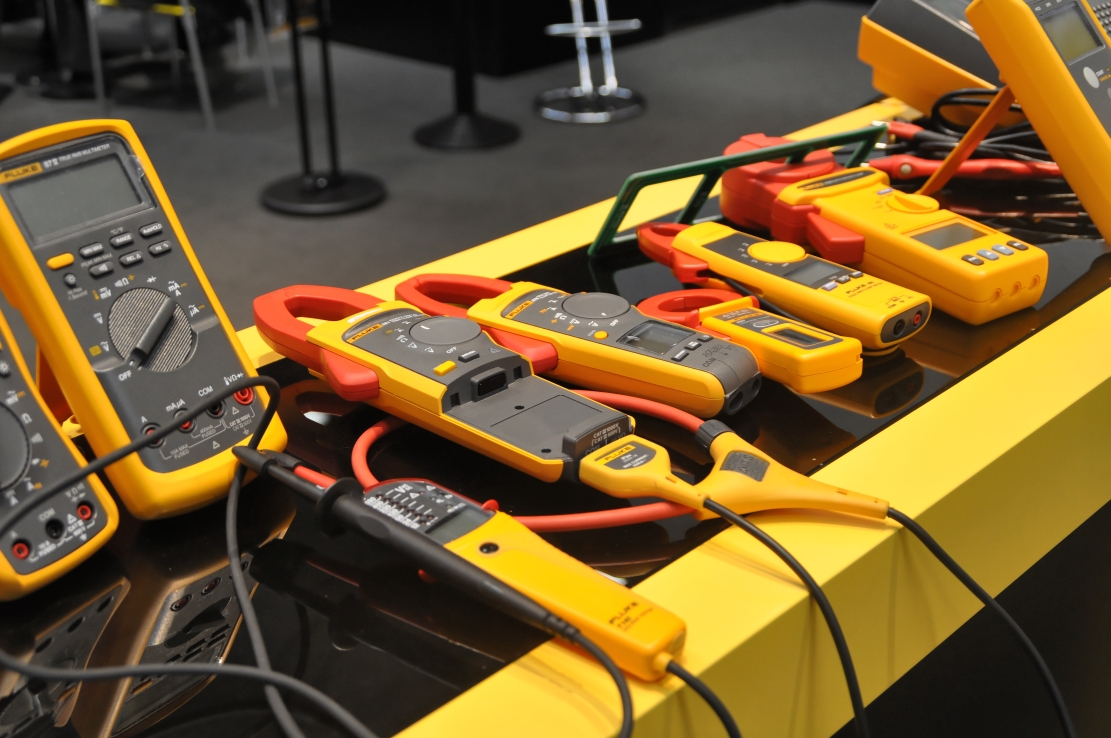
مقاييس كهربائية

المِقياس (جمع: مقاييس) جهازٌ يُستخدم للقياس. والقياس ذو أهمية بالغة في العلوم الفيزيائية، وضمان الجودة، والهندسة وهو عملية مقارنة الكميات الفيزيائية التي توصف الأشياء أوالظواهر ما مع تلك التي اختيرت وحدة للقياس. القيمة الرقمية للكمية المقاسة هي رقم يثبت العلاقة بين الكمية المقاسة ووحدة القياس المختارة. والجهاز المستخدم في القياس يسمة جهاز أو أداة القياس. جميع المقاييس معرضة لدرجات مختلفة من الخطأ والارتياب.
يستخدم العلماء والمهندسون طيفا واسعا من المقاييس في عملية القياس. وتتفاوت هذه الأجهزة في البساطة من المساطر وساعات التوقيف إلى المجاهر الإلكترونية ومعجلات الجسيمات. تستخدم الأجهزة الافتراضية على نحو واسع في تطوير مقاييس حديثة.

## أهم المقاييس

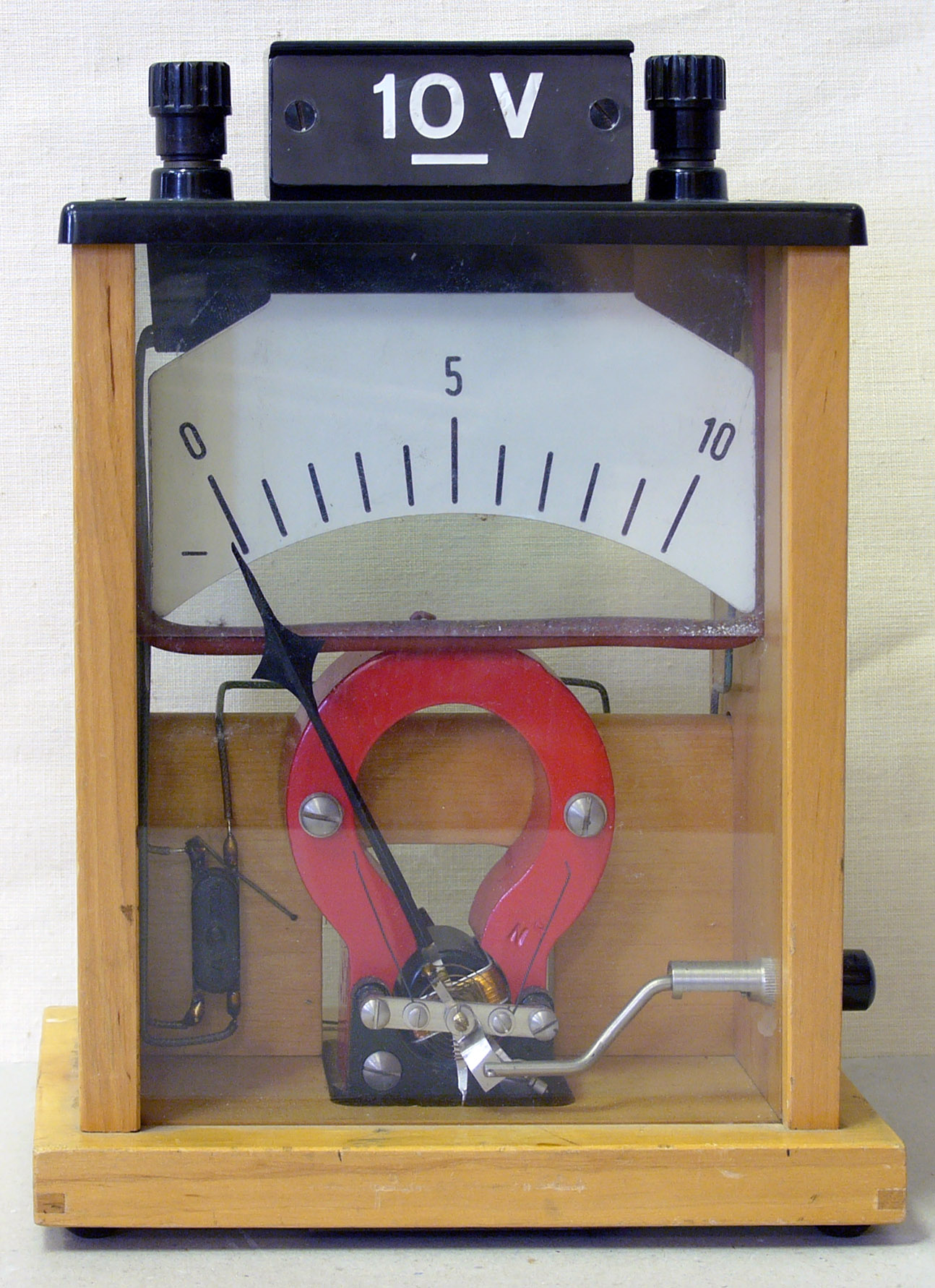
منظر مقياس الجهد الكهربائي من فئة الفيزياء

### مقياس الجهد الكهربائي
يستخدم هذا الجهاز لقياس فرق الجهد المطبق بين طرفي حمل كهربائي ما أو لقياس جهد المصدر ،يوصل هذا الجهاز على التوازي مع المصدر أو الحمل الكهربائي مع شرط سريان التيار الكهربائي أي يجب أن تكون الدارة الكهربائية المراد قياس فولتيتها مغلقة، ويحتوي هذا الجهاز على مفتاح اختيار لتحديد نوع الجهد المراد قياسه هل هو متردد ام ثابت

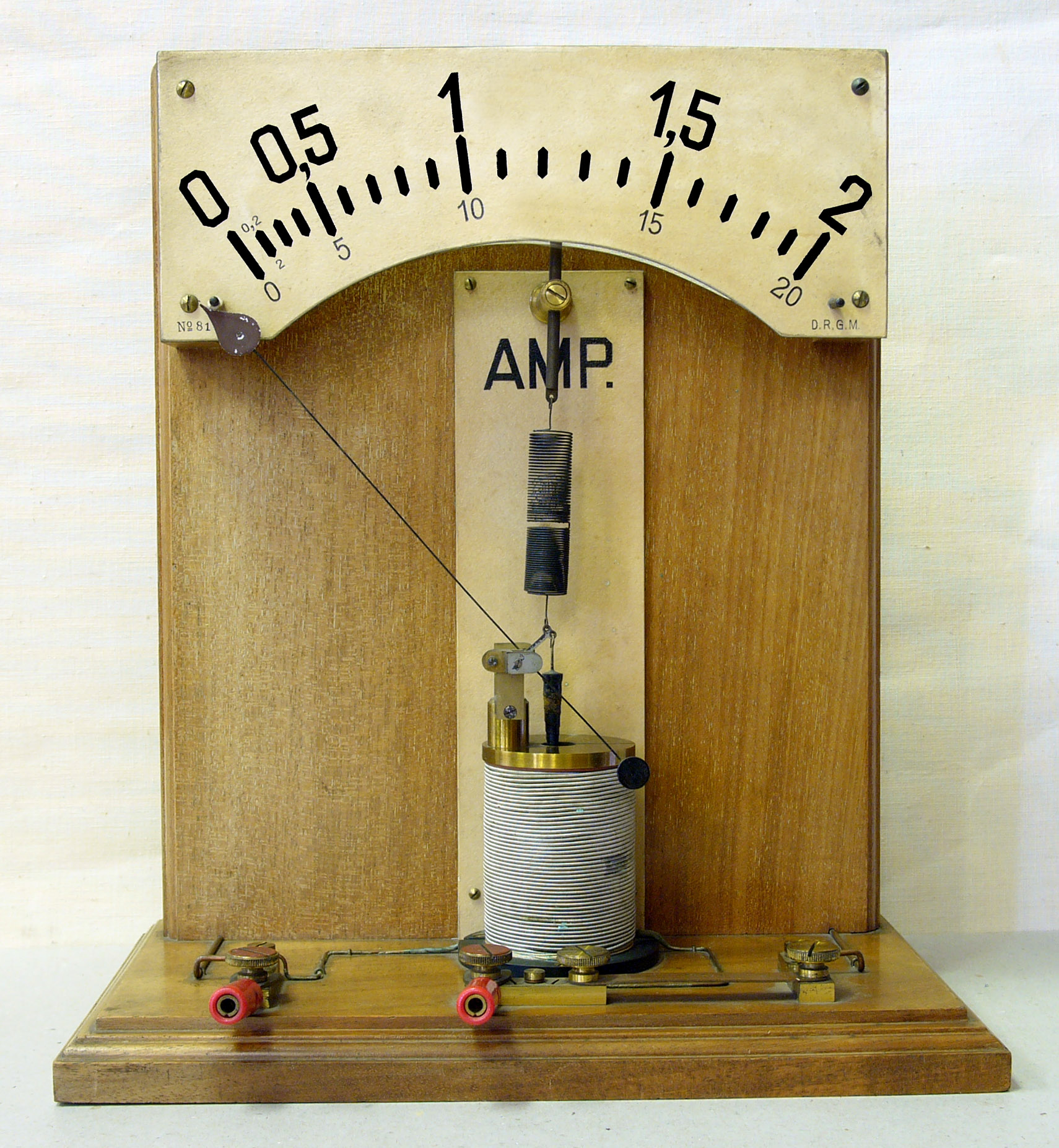
منظر مقياس المقاومة من فئة الفيزياء.

### مقياس التيار الكهربائي
يستخدم هذا الجهاز لقياس التيار الكهربائي المار في حمل كهربائي ما، يوصل هذا الجهاز مع الحمل المراد قياس تياره على التوالي مع مراعاة ان تكون الدارة الكهربائية مغلقة، ويحتوي هذا الجهاز على مفتاح اختيار لتحديد نوع التيار المراد قياسه هل هو متردد ام ثابت

### مقياس المقاومة الكهربائية
يستخدم هذا الجهاز لقياس مقاومة الاحمال الكهربائية وللتاكد من صلاحية هذه الاحمال، يوصل هذا الجهاز مع الاحمال المراد قياس مقاومتها على التوازي مع مرعاة عدم وجود سريان للتيار الكهربائي أي ان تكون الدارة مفتوحة

### مقياس قدرة
يستخدم هذا الجهاز لقياس قدرة الاحمال الكهربائية ويحتوي من الداخل على ملفين أحدهما يسمى بملف التيار ويوصل مع الحمل على التوالي والاخر يسمى ملف الجهد ويوصل مع الحمل على التوازي, يوصل هذا الجهاز مع الحمل مع مرعاة سريان التيار في الدارة أي ان الدارة مغلقة

### مقياس متعدد الأغراضأوالأفوميتر
يجمع هذا الجهاز بين أكثر الأجهزة أهمية (الاميتر، الفولت ميتر, الاوم ميتر, ..)ويحتوي هذا الجهاز على مفتاح اختيار يمكنك من خلاله اختيار نوع الكمية المراد قياسها والتدريج المناسب.